# Manuel Buelta 2da. Sección
Manuel Buelta 2da. Sección är en ort i Mexiko.   Den ligger i kommunen Teapa och delstaten Tabasco, i den sydöstra delen av landet, 700 km öster om huvudstaden Mexico City. Manuel Buelta 2da. Sección ligger 31 meter över havet och antalet invånare är 973.
Terrängen runt Manuel Buelta 2da. Sección är platt norrut, men söderut är den kuperad. Terrängen runt Manuel Buelta 2da. Sección sluttar norrut. Runt Manuel Buelta 2da. Sección är det ganska tätbefolkat, med 108 invånare per kvadratkilometer. Närmaste större samhälle är Teapa, 3,4 km söder om Manuel Buelta 2da. Sección. Trakten runt Manuel Buelta 2da. Sección består till största delen av jordbruksmark.